# Karang Dapo (Semidang Alas Maras)
Karang Dapo is een bestuurslaag in het regentschap Seluma van de provincie Bengkulu, Indonesië. Karang Dapo telt 725 inwoners (volkstelling 2010).